# Alegeri legislative în Spania, 2023
Alegerile legislative din Spania din 2023 au avut  loc pe 23 iulie 2023, pentru a alege cel de al 15-lea Parlament al Regatului Spaniei. Toate cele 350 de locuri din Congresul Deputaților vor fi disponibile pentru a fi alese, precum și cele 208 din 265 de locuri din Senat.
Guvernul format după alegerile din noiembrie este compus dintr-o coaliție de stânga între Partidul Socialist Muncitoresc Spaniol (PSOE) și Unidas Podemos, primul astfel de guvern la nivel național din Spania de la A Doua Republică Spaniolă încoace. În orice caz, mandatul guvernului a fost rapid umbrit de izbucnirea pandemiei de COVID-19 în martie 2020, alături de consecințele ei politice și economice. Aceste consecințe includ o severă recesiune globală rezultată din măsurile severe de lockdown implementate pentru a opri răspândirea virusului SARS-Cov-2, precum și, de asemenea, impactul economic al invaziei Federației Ruse în Ucraina în 2022.
Pe partea dreaptă a spectrului politic, Partidul Popular (PP) a suferit o schimbarea a conducerii în febuarie 2022, în urma unui impuls intern al președinților din Galicia și Madrilena, Alberto Núñez Feijóo și Isabel Díaz Ayuso, de a-l înlătura pe liderul de partid Pablo Casado. De la câștigarea conducerii de către Feijóo, PP a condus sondajele de opinie și a terminat pe primul loc la alegerile regionale și locale din 28 mai 2023. Partidul Vox de extremă-dreapta a fost deschis să sprijine PP într-un parlament fragmentat în schimbul participării guvernului și concesiilor programatice. Partidul liberal Cetățenii, cândva o forță lider, dar care și-a pierdut cea mai mare parte din sprijinul din 2019, a decis să nu candideze la aceste alegeri, concentrându-și eforturile pe alegerile pentru Parlamentul European din 2024.
În ciuda speculațiilor despre alegeri anticipate, Prim-ministrul Pedro Sánchez, în funcție, și-a exprimat în mod constant intenția de a finaliza legislatura așa cum era programată în 2023. Inițial, el stabilise o dată provizorie a alegerilor pentru decembrie 2023, aproape de încheierea președinției spaniole a Consiliului Uniunii Europene. Cu toate acestea, rezultatele slabe ale blocului de stânga la alegerile regionale și locale din mai, cu pierderi în fața PP și Vox în toate regiunile, cu excepția celor trei, au condus la o dizolvare anticipată surprinzătoare a Cortes (parlamentului) în ceea ce a fost descris ca un pariu de către Sánchez. pentru a înfrânge opoziția.
La alegeri, PP a câștigat 137 de locuri în Congres, cea mai mare creștere în ceea ce privește cota de voturi și locuri. PSOE s-a clasat pe locul al doilea și a supraperformat sondajele cu o creștere în ceea ce privește cota de voturi și locuri. Vox a înregistrat o scădere a votului popular și a locurilor, în timp ce Sumar a câștigat 31 de locuri în Congres, o scădere a votului popular și a locurilor partidelor sale constitutive. Niciunul dintre blocuri nu a obținut o majoritate și trebuie să se bazeze pe regionaliști și separatiști pentru a forma un guvern.

## Prezentare generală

### Sistem electoral
Parlamentul Spaniei (Cortes Generales) este considerat ca fiind un sistem bicameral imperfect. Congresul Deputaților are o putere legislativă mai mare decât Senatul, având capacitatea de a vota învestirea sau de a demite un prim-ministru și de a trece peste veto-urile Senatului cu o majoritate absolută de voturi. Cu toate acestea, Senatul posedă câteva funcții exclusive (dar limitate ca număr) — cum ar fi rolul său în modificarea constituțională — care nu sunt supuse controlului Congresului. Votarea pentru Cortes Generales se face pe baza votului universal, care cuprinde toți cetățenii cu vârsta de peste 18 ani și care se bucură deplin de drepturile lor politice. Amendamentele aduse legii electorale din 2022 au abolit sistemul de vot „cerșit” sau expat (spaniolă Voto rogado), conform căruia spaniolii din străinătate trebuiau să solicite votul înainte de a li se permite să voteze. Sistemului de vot pentru expat i s-a atribuit responsabilitatea pentru o scădere majoră a prezenței la vot a spaniolilor din străinătate în anii în care a fost în vigoare.
Pentru Congresul Deputaților, 348 de locuri sunt alese prin metoda D'Hondt și prin reprezentare proporțională pe listă închisă, cu un prag electoral de trei la sută din voturile valabile — care include buletine de vot albe — fiind aplicat în fiecare circumscripție. Locurile sunt alocate circumscripțiilor electorale, corespunzătoare provinciilor Spaniei, fiecăreia fiindu-i alocat un minim inițial de două locuri, iar restul de 248 fiind distribuite proporțional cu populația lor. Ceuta și Melilla sunt alocate cele două locuri rămase, care sunt alese prin vot plural. Utilizarea metodei D'Hondt poate duce la un prag efectiv mai mare, în funcție de magnitudinea districtului.
Ca urmare a alocării menționate mai sus, fiecare circumscripție cu multimembri a Congresului a primit următoarele locuri:
| Locuri | Circumscripții                                                                     |
| ------ | ---------------------------------------------------------------------------------- |
| 37     | Madrid                                                                             |
| 32     | Barcelona                                                                          |
| 16     | Valencia(+1)                                                                       |
| 12     | Alicante, Sevilla                                                                  |
| 11     | Málaga                                                                             |
| 10     | Murcia                                                                             |
| 9      | Cádiz                                                                              |
| 8      | A Coruña, Insulele Baleare, Biscaia, Las Palmas                                    |
| 7      | Asturia, Granada, Pontevedra, Zaragoza, Santa Cruz de Tenerife                     |
| 6      | Almería, Córdoba, Gipuzkoa, Girona, Tarragona, Toledo                              |
| 5      | Badajoz(–1), Cantabria, Castellón, Ciudad Real, Huelva, Jaén, Navarra, Valladolid  |
| 4      | Álava, Albacete, Burgos, Cáceres, La Rioja, León, Lleida, Lugo, Ourense, Salamanca |
| 3      | Ávila, Cuenca, Guadalajara, Huesca, Palencia, Segovia, Teruel, Zamora              |
| 2      | Soria                                                                              |

Pentru Senat, 208 locuri sunt alese folosind un sistem de vot în bloc parțial pe listă deschisă, alegătorii votând pentru candidați individuali în loc de partide. În circumscripțiile electorale care aleg patru locuri, alegătorii pot vota până la trei candidați; în cele cu două sau trei locuri, până la doi candidați; și pentru un candidat în districtele uninominale. Fiecare dintre cele 47 de provincii peninsulare primesc patru locuri, în timp ce pentru provinciile insulare, cum ar fi Insulele Baleare și Canare, districtele sunt insulele în sine, în cele mai mari — Mallorca, Gran Canaria și Tenerife — fiind alocate câte trei locuri, iar în cele mai mici. — Menorca, Ibiza–Formentera, Fuerteventura, La Gomera, El Hierro, Lanzarote and La Palma — câte unul. Ceuta și Melilla aleg câte două locuri. În plus, comunitățile autonome pot desemna cel puțin un senator fiecare și au dreptul la un senator suplimentar la fiecare milion de locuitori.

### Data alegerilor
Mandatul pentru fiecare cameră din Cortes Generales — Congresul și Senatul — expiră odată la patru ani de la data ultimelor alegeri, dacă nu este dizolvat mai devreme. Decretul electoral va fi emis cel târziu în a douăzeci și cincia zi anterioară datei de expirare a mandatului parlamentului, în cazul în care prim-ministrul nu face uz de prerogativa sa de dizolvare anticipată. Decretul se publică în ziua următoare în Monitorul Oficial al Statului (BOE), ziua alegerilor având loc în a cincizeci și patra zi de la publicare. Alegerile anterioare au avut loc la 10 noiembrie 2019, ceea ce înseamnă că mandatul legislativ va expira la 10 noiembrie 2023. Decretul electoral trebuie publicat în BOE cel târziu pe 17 octombrie 2023, alegerile având loc în a cincizeci și patra zi de la publicare, stabilind cea mai recentă dată posibilă a alegerilor pentru Cortes Generales duminică, 10 decembrie 2023.
Prim-ministrul are prerogativa de a dizolva ambele camere la un moment dat — fie în comun, fie separat — și de a convoca alegeri anticipate, cu condiția ca nicio moțiune de cenzură să nu fie în curs, nicio stare de urgență să nu fie în vigoare și ca dizolvarea să nu aibă loc înainte de a trece un an de la precedentul scrutin. În plus, ambele camere urmează să fie dizolvate și sunt convocate noi alegeri dacă un proces de învestitură nu reușește să aleagă un prim-ministru într-o perioadă de două luni de la primul tur de scrutin.Cu excepția acestui lucru, nu există o cerință constituțională pentru alegeri simultane pentru Congres și Senat. Totuși, începând cu 2023, nu a existat niciun precedent de alegeri separate care au avut loc în conformitate cu Constituția din 1978.
După înfrângerea partidului său la alegerile regionale din Madrid din 4 mai 2021, prim-ministrul Pedro Sánchez a comentat că mai sunt „32 de luni până la urmatoarele alegeri generale”, ceea ce înseamnă că data alegerilor ar fi fost programată provizoriu pentru Ianuarie 2024. S-au deschis întrebări cu privire la calendarul maxim de desfășurare a unor noi alegeri, cu interpretări legale până la acel moment având în vedere că data expirării Cortes Generales a fost stabilită la patru ani de la alegerile precedente; totuși, o interpretare care considera că calendarul de patru ani a început să conteze de la prima adunare a Camerei sau de la învestirea primului ministru ar putea împinge data alegerilor în ianuarie sau februarie 2024. Pe 2 august 2022, Sánchez însuși a înlăturat orice îndoială pe această temă prin anunțând că alegerile vor avea loc în decembrie 2023, poziție reiterata pe 27 martie 2023 când a spus că mai sunt „nouă luni” în actuala legislatură.
După alegerile regionale și locale din 28 mai 2023, Sánchez a anunțat a doua zi că alegerile generale vor avea loc pe 23 iulie, decretul electoral fiind publicat în BOE a doua zi. Întrucât doar cercul apropiat al lui Sánchez avea cunoștințe prealabile despre anunțul înainte de a fi făcut, partidele politice din tot spectrul au fost luate prin surprindere, liderii PP în special simțindu-se atacați de convocarea alegerilor, deoarece i-a împiedicat să își valorifice câștigurile în alegerile din ziua precedentă. Indicele bursier IBEX 35 a reacționat negativ și el la convocarea surpriză a alegerilor.
Cortes Generales a fost dizolvat oficial pe 30 mai 2023, după publicarea decretului de dizolvare în BOE, stabilind data alegerilor pentru 23 iulie și programând ca ambele camere să se reunească pe 17 august. Acestea vor fi primele alegeri generale din Spania care vor avea loc în iulie din 1839 încoace.

## Compoziția parlamentară
Tabelul de mai jos arată compoziția grupurilor parlamentare în ambele camere înainte de dizolvare.
| Congresul Deputaților | Congresul Deputaților                                                         | Congresul Deputaților | Congresul Deputaților | Congresul Deputaților | Congresul Deputaților |
| Grupuri               | Grupuri                                                                       | Partide               | Partide               | Deputați              | Deputați              |
| Grupuri               | Grupuri                                                                       | Partide               | Partide               | Locuri                | Total                 |
| --------------------- | ----------------------------------------------------------------------------- | --------------------- | --------------------- | --------------------- | --------------------- |
|                       | Grupul Parlamentar Socialist                                                  |                       | PSOE                  | 108                   | 120                   |
|                       | Grupul Parlamentar Socialist                                                  | PSC                   | 12                    |                       | 120                   |
|                       | Grupul Parlamentar Popular în Congres                                         |                       | PP                    | 88                    | 88                    |
|                       | Grupul Parlamentar Vox                                                        |                       | Vox                   | 52                    | 52                    |
|                       | Grupul Parlamentar Uniți Putem-Împreună Putem– Confederalul Galiciei în Comun |                       | Podemos               | 23                    | 33                    |
|                       | Grupul Parlamentar Uniți Putem-Împreună Putem– Confederalul Galiciei în Comun | IU                    | 5                     |                       | 33                    |
|                       | Grupul Parlamentar Uniți Putem-Împreună Putem– Confederalul Galiciei în Comun | CatComú               | 4                     |                       | 33                    |
|                       | Grupul Parlamentar Uniți Putem-Împreună Putem– Confederalul Galiciei în Comun | AV                    | 1                     |                       | 33                    |
|                       | Grupul Parlamentar Republican                                                 |                       | ERC                   | 12                    | 13                    |
|                       | Grupul Parlamentar Republican                                                 | Suveraniștii          | 1                     |                       | 13                    |
|                       | Grupul Parlamentar Plural                                                     |                       | JxCat                 | 4                     | 12                    |
|                       | Grupul Parlamentar Plural                                                     | PDeCAT                | 4                     |                       | 12                    |
|                       | Grupul Parlamentar Plural                                                     | Más País              | 2                     |                       | 12                    |
|                       | Grupul Parlamentar Plural                                                     | Compromís             | 1                     |                       | 12                    |
|                       | Grupul Parlamentar Plural                                                     | BNG                   | 1                     |                       | 12                    |
|                       | Grupul Parlamentar al Cetățenilor                                             |                       | CS                    | 9                     | 9                     |
|                       | Grupul Parlamentar Basc (EAJ/PNV)                                             |                       | EAJ/PNV               | 6                     | 6                     |
|                       | Grupul Parlamentar EH Bildu                                                   |                       | EH Bildu              | 5                     | 5                     |
|                       | Grupul Parlamentar Mixt                                                       |                       | CUP                   | 2                     | 11                    |
|                       | Grupul Parlamentar Mixt                                                       | CCa                   | 2                     |                       | 11                    |
|                       | Grupul Parlamentar Mixt                                                       | PN                    | 2                     |                       | 11                    |
|                       | Grupul Parlamentar Mixt                                                       | Foro                  | 1                     |                       | 11                    |
|                       | Grupul Parlamentar Mixt                                                       | PRC                   | 1                     |                       | 11                    |
|                       | Grupul Parlamentar Mixt                                                       | TE                    | 1                     |                       | 11                    |
|                       | Grupul Parlamentar Mixt                                                       | INDEP                 | 2                     |                       | 11                    |

| Senat   | Senat | Senat     | Senat      | Senat    | Senat    |
| Grupuri | Grupuri | Partide   | Partide    | Senatori | Senatori |
| Grupuri | Grupuri | Partide   | Partide    | Locuri   | Total    |
| ------- | --- | --------- | ---------- | -------- | -------- |
|         | Grupul Parlamentar Socialist |           | PSOE       | 108      | 113      |
|         | Grupul Parlamentar Socialist | PSC       | 5          |          | 113      |
|         | Grupul Parlamentar Popular în Senat |           | PP         | 104      | 104      |
|         | Grupul Parlamentar al Stângii Republicane–EH Bildu                                                                                      |           | ERC        | 14       | 16       |
|         | Grupul Parlamentar al Stângii Republicane–EH Bildu                                                                                      | EH Bildu  | 2          |          | 16       |
|         | Grupul Parlamentar Basc în Senat (EAJ/PNV)                                                                                              |           | EAJ/PNV    | 10       | 10       |
|         | Grupul Parlamentar Naționalist în Senat (JxCat–CCa/PNC)                                                                                 |           | JxCat      | 5        | 6        |
|         | Grupul Parlamentar Naționalist în Senat (JxCat–CCa/PNC)                                                                                 | CCa       | 1          |          | 6        |
|         | Grupul Parlamentar Confederal al Stângii (Mai Mult pentru Majorca, Mai Mult Madrid, Acordul, Da spre Viitor și Grupul Socialist Gomera) |           | Más Madrid | 1        | 5        |
|         | Grupul Parlamentar Confederal al Stângii (Mai Mult pentru Majorca, Mai Mult Madrid, Acordul, Da spre Viitor și Grupul Socialist Gomera) | Compromís | 1          |          | 5        |
|         | Grupul Parlamentar Confederal al Stângii (Mai Mult pentru Majorca, Mai Mult Madrid, Acordul, Da spre Viitor și Grupul Socialist Gomera) | Més       | 1          |          | 5        |
|         | Grupul Parlamentar Confederal al Stângii (Mai Mult pentru Majorca, Mai Mult Madrid, Acordul, Da spre Viitor și Grupul Socialist Gomera) | GBai      | 1          |          | 5        |
|         | Grupul Parlamentar Confederal al Stângii (Mai Mult pentru Majorca, Mai Mult Madrid, Acordul, Da spre Viitor și Grupul Socialist Gomera) | ASG       | 1          |          | 5        |
|         | Grupul Parlamentar Democrat (Cetățenii, Teruel Există și Partidul Regionalist din Cantabria)                                            |           | TE         | 2        | 4        |
|         | Grupul Parlamentar Democrat (Cetățenii, Teruel Există și Partidul Regionalist din Cantabria)                                            | CS        | 1          |          | 4        |
|         | Grupul Parlamentar Democrat (Cetățenii, Teruel Există și Partidul Regionalist din Cantabria)                                            | PRC       | 1          |          | 4        |
|         | Grupul Parlamentar Mixt |           | Vox        | 3        | 7        |
|         | Grupul Parlamentar Mixt | UPN       | 1          |          | 7        |
|         | Grupul Parlamentar Mixt | PAR       | 1          |          | 7        |
|         | Grupul Parlamentar Mixt | INDEP     | 2          |          | 7        |

## Partide și candidați
Legea electorală permite partidelor și alianțelor înregistrate la ministerul de interne, coalițiile și grupurile de alegători să prezinte liste de candidați. Partidele și alianțele care intenționează să formeze o coaliție înainte de alegeri sunt obligate să informeze Comisia Electorală relevantă în termen de zece zile de la convocarea alegerilor, în timp ce grupurile de alegători trebuie să obțină semnătura a cel puțin 1% din electoratul din circumscripțiile electorale pentru care concurează la alegeri, interzicând alegătorilor să semneze pentru mai mult de o listă de candidați. Concomitent, partidele, alianțele sau coalițiile care nu au obținut un mandat în nicio cameră a parlamentului la alegerile precedente trebuie să obțină semnătura a cel puțin 0,1% dintre alegătorii din circumscripțiile menționate anterior. Legea electorală prevede un proces special, simplificat pentru reluarea alegerilor, inclusiv o scurtare a termenelor limită, ridicarea cerințelor de semnătură dacă acestea ar fi fost deja îndeplinite pentru alegerile anterioare imediate și posibilitatea de a menține liste și coaliții fără a fi nevoie să meargă. prin proceduri preelectorale din nou.
Mai jos este o listă a principalelor partide și alianțe electorale care vor participa la alegeri:
Dipsutele interne au izbucnit în Partidul Popular (PP) după victoria zdrobitoare a lui Isabel Díaz Ayuso la alegerile din Madrid din 2021, întrucât președintele regional a ajuns să fie văzut de un sector din partid ca un candidat mai bun decât Pablo Casado pentru a-l înfrunta pe Pedro Sánchez la alegerile generale. Conflictul a ajuns la apogeu din septembrie 2021 când cele două tabere s-au înfruntat pentru controlul organizației regionale din Comunitatea Madrid a partidului, cu posibila ascensiune a lui Ayuso la președinția PP-ului regional fiind văzută de susținătorii lui Casado ca o amenințare imediată la adresa conducerii sale naționale. După câteva luni de conducere care a fost percepută ca săracă și neregulată, cuplată cu o erodare a sprijinului popular în sondajele de opinie și un rezultat dezamăgitor la alegerile regionale din Castilia-Leone din 2022, criza a intrat într-o nouă etapă pe 16 februarie 2022 când unele site-uri mass-media au dezvăluit un presupus complot al conducerii naționale a partidului de a investiga familia lui Ayuso în căutarea unor materiale compromițătoare — mai precis, presupusul trafic de influență în atribuirea de contracte publice fratelui lui Ayuso. După câteva zile de lupte interioare publice între Casado și Ayuso, s-a raportat că președintele Galiciei, Alberto Núñez Feijóo, a convenit cu acesta din urmă și cu alți președinți regionali de partid să devină noul lider al partidului și să-l înlocuiască pe Casado, despre care se spunea că ar fi dispus să reziste până la congresul PP programat pentru iulie. Pe 22 februarie, demisia lui Casado a fost anunțată după ce a fost abandonat de majoritatea conducerii partidului și a funcționarilor publici.
Ca urmare a rămas-bunului lui Pablo Iglesias de la politica activă în mai 2021, ministrul Muncii — și, din iulie 2021, al doilea viceprim-ministru — Yolanda Díaz, a ajuns să fie considerată pe scară largă drept succesorul prezumtiv al lui Iglesias ca și candidat la funcția de prim-ministru la următoarele alegeri generale. Díaz și-a exprimat dorința de a modela o nouă platformă electorală care să transcende partidele politice, precum și marca Unidas Podemos, cu scopul de a asigura sprijinul unor forțe apropiate din punct de vedere ideologic precum En Comú Podem (ECP), Compromís și Más Madrid/Más País, oferind în același timp un rol predominant pentru societatea civilă. Platforma a văzut un act de unitate în avans în timpul unui eveniment care a avut loc pe 13 noiembrie 2021, cu participarea unui număr de femei reprezentative din diferitele spații politice care s-au putut alătura în cele din urmă: însăși Díaz, primarul Barcelonei Ada Colau (ECP), vicepreședintele valencian  Mónica Oltra (Compromís), liderul opoziției madrilene Mónica García (Más Madrid) și consilierul Ceutan Fatima Hamed (de la Mișcarea pentru Demnitate și Cetățenie, MDyC); absența membrilor Podemos la eveniment, în special a miniștrilor Egalității și Drepturilor Sociale Irene Montero și Ione Belarra, a fost văzută ca o dovadă a rolului tot mai redus al Unidas Podemos în cadrul platformei. Alianța de stânga condusă de Díaz a fost bine primită și de prim-ministrul Pedro Sánchez, care a considerat important ca „spațiul progresist” să fie „în formă maximă” pentru ca guvernul său să-și poată menține și extinde majoritatea la următoarele alegeri. În timp ce termenul „Front larg” a fost folosit frecvent în mass-media pentru a se referi la platforma lui Díaz, s-a comentat că Díaz însăși a respins folosirea acestui nume pentru legăturile sale cu brandinguri similare folosite de alianțele populiste de stânga din America Latină. Pe 18 mai 2022, a fost anunțat că platforma lui Díaz va merge sub numele de „Sumar”(română Uniți).
În septembrie 2021, colectivitățile cetățenești ale „Spaniei Goale” (spaniolă España Vacía sau España Vaciada), un termen inventat pentru a se referi la provinciile interioare rurale și în mare parte nepopulate ale Spaniei, au fost de acord să aștepte cu nerăbdare formule pentru a participa la următoarele alegeri din Spania, inspirat de succesul candidaturii partidului Teruel Existe (în română „Teruel Există”) la algerile generale din noiembrie 2019. Până în noiembrie 2021, s-a confirmat că peste 160 de colective și asociații din aproximativ 30 de provincii spaniole s-au angajat să finalizeze platforma electorală înainte de ianuarie 2022. Apoi a participat la alegerile regionale din Castilia-Leone din 2022, cu rezultate mixte: un succes în Soria, dar o dezamăgire în altă parte.
Pe 30 mai 2023, executivul național al Cetățenilor, care câștigase 10 mandate în 2019, a anunțat că partidul nu va participa la alegerile generale în urma rezultatelor slabe la alegerile regionale și locale. Această decizie a fost criticată de un număr dintre reprezentanții săi aleși, inclusiv deputatul în exercițiu și fostul candidat la conducerea partidului Edmundo Bal.

## Calendar
Datele cheie sunt listate mai jos (toate orele sunt CET. Insulele Canare au folosit în schimb WET (UTC+0):
- 29 mai: Decretul alegerilor intră în vigoare prin contrasemnarea de către prim-ministru după dezbaterea din Consiliul de Miniștrii, ratificat de către Rege.[16]
- 30 mai: Dizolvarea oficială a Cortes Generales și începerea unei perioade de suspendare a evenimentelor pentru inaugurarea de lucrări publice, servicii sau proiecte.
- 2 iunie: Constituirea inițială a comisiilor electorale provinciale și de zonă.
- 9 iunie: termen limită pentru partidele și alianțele care intenționează să intre într-o coaliție pentru a informa comisia electorală relevantă.
- 19 iunie: termen limită pentru ca partidele, alianțele, coalițiile și grupurile de alegători să prezinte listele de candidați la comisia electorală relevantă.
- 21 iunie: Listele de candidați depuse sunt publicate provizoriu în Monitorul Oficial de Stat (BOE).
- 24 iunie: Termen limită pentru cetățenii înscriși în Registrul Alegătorilor Absenți care Locuiesc în Străinătate (CERA) și pentru cetățenii absenți temporar din Spania să solicite votul.
- 25 iunie: termen limită pentru partidele, alianțele, coalițiile și grupurile de alegători pentru a remedia neregulile din listele lor.
- 26 iunie: Proclamarea oficială a listelor de candidați depuse valabile.
- 27 iunie: Listele proclamate sunt publicate în BOE.
- 7 iulie: începerea oficială a campaniei electorale.[16]
- 13 iulie: termen limită pentru a solicita votul prin corespondență.
- 18 iulie: Începerea oficială a interdicției legale privind publicarea, difuzarea sau reproducerea sondajelor de opinie electorală și termenul limită pentru care cetățenii CERA pot vota prin corespondență.
- 19 iulie: termen limită pentru care alegătorii prin poștă și alegătorii absenți temporar să își emită voturile.
- 21 iulie: ultima zi a campaniei electorale oficiale și termenul limită pentru care cetățenii CERA pot vota într-o urnă de la oficiul sau divizia consulară relevantă.[16]
- 22 iulie: Interdicția oficială de 24 de ore a campaniilor politice înainte de alegerile generale (ziua de reflecție).
- 23 iulie: Ziua votării (secțiile de votare se deschid la ora 9:00 și se închid la ora 20:00 sau după ce alegătorii prezenți la coadă la/în afara secției de votare la ora 20:00 și-au exprimat votul). Numărarea provizorie a voturilor începe imediat.
- 26 iulie: Numărarea generală a voturilor, inclusiv numărarea voturilor CERA.
- 29 iulie: Data limită pentru numărarea generală a voturilor care urmează să fie efectuată de comisia electorală relevantă.
- 7 august: Data limită pentru proclamarea membrilor aleși de către comisia electorală relevantă.
- 17 august: termen limită pentru reasamblarea ambelor camere ale Cortes Generales (decretul electoral stabilește această dată, care pentru alegerile din 2023 a fost stabilită pentru 17 august).[16]
- 16 septembrie: Termenul final pentru ca rezultatele definitive să fie publicate în BOE.

## Campanie

### Sloganurile partidelor
| Partid sau alianță | Partid sau alianță | Sloganul original                                   | Traducerea în română                                    | Ref.    |
| ------------------ | ------------------ | --------------------------------------------------- | ------------------------------------------------------- | ------- |
|                    | PSOE               | « Adelante. España avanza »                         | "Înainte. Spania avansează"                             | [ 93 ]  |
|                    | PP                 | « Es el momento »                                   | "Este vremea"                                           | [ 94 ]  |
|                    | Vox                | « Lo que importa »                                  | "Ce contează"                                           | [ 95 ]  |
|                    | Sumar - Sumar–ECP  | Principal: « Es por ti » Sumar–ECP: « A favor teu » | Principal: "Este pentru tine" Sumar–ECP: "De partea ta" | [ 96 ]  |
|                    | ERC                | « Defensa Catalunya! »                              | "Apărați Catalonia!"                                    | [ 97 ]  |
|                    | Junts              | « Ja n'hi ha prou »                                 | "Este destul"                                           | [ 98 ]  |
|                    | PDeCAT–E–CiU       | « Ara toca »                                        | "Acum este vremea"                                      | [ 99 ]  |
|                    | EAJ/PNV            | « Euskadiren ahotsa. Con voz propia »               | "Vocea bască. Cu propria sa voce"                       | [ 100 ] |
|                    | EH Bildu           | « Berriro. Egingo dugu »                            | "We will do it. Again"                                  | [ 101 ] |
|                    | CUP–PR             | « Plantem cara »                                    | "Hai sa recunoastem"                                    | [ 102 ] |
|                    | CCa                | « Coalición por Canarias »                          | "Coaliția pentru Canare"                                |         |
|                    | NC–BC              | « Elegimos Canarias. Siempre »                      | "Putem alege Canarele. Întodeauna"                      | [ 103 ] |
|                    | BNG                | « Que Galiza conte! Con máis forza! »               | "Galicia contează! Cu mai multă putere!"                | [ 104 ] |
|                    | UPN                | « No cambies la fiesta por nada »                   | "Nu schimba festivalul cu nimic."                       | [ 105 ] |

### Dezbateri electorale
| Dată     | Organizatori | Moderator(i)  | P Prezent S Surogat NI Neinvitat I Invitat A Invitat absent | P Prezent S Surogat NI Neinvitat I Invitat A Invitat absent | P Prezent S Surogat NI Neinvitat I Invitat A Invitat absent | P Prezent S Surogat NI Neinvitat I Invitat A Invitat absent | P Prezent S Surogat NI Neinvitat I Invitat A Invitat absent | P Prezent S Surogat NI Neinvitat I Invitat A Invitat absent | P Prezent S Surogat NI Neinvitat I Invitat A Invitat absent | P Prezent S Surogat NI Neinvitat I Invitat A Invitat absent | P Prezent S Surogat NI Neinvitat I Invitat A Invitat absent |    |    |    |                   |                 |
| Dată     | Organizatori | Moderator(i)  | PSOE                                                        | PP                                                          | Vox                                                         | Sumar                                                       | ERC                                                         | PNV                                                         | EH Bildu                                                    | Audiență                                                    | Ref.                                                        |    |    |    |                   |                 |
| -------- | ------------ | ------------- | ----------------------------------------------------------- | ----------------------------------------------------------- | ----------------------------------------------------------- | ----------------------------------------------------------- | ----------------------------------------------------------- | ----------------------------------------------------------- | ----------------------------------------------------------- | ----------------------------------------------------------- | ----------------------------------------------------------- | -- | -- | -- | ----------------- | --------------- |
| Dată     | Organizatori | Moderator(i)  | 10 iulie                                                    | Atresmedia                                                  | Ana Pastor Vicente Vallés                                   | P Sánchez                                                   | P Feijóo                                                    | NI                                                          | NI                                                          | Audiență                                                    | Ref.                                                        | NI | NI | NI | 46.5% (5,910,000) | [ 106 ] [ 107 ] |
| 13 iulie | RTVE         | Xabier Fortes | P López                                                     | P Gamarra                                                   | P Espinosa                                                  | S Vidal                                                     | P Rufián                                                    | P Esteban                                                   | P Matute                                                    | 18.6% (1,893,000)                                           | [ 108 ] [ 109 ]                                             |    |    |    |                   |                 |
| 19 iulie | RTVE         | Xabier Fortes | P Sánchez                                                   | A                                                           | P Abascal                                                   | P Díaz                                                      | NI                                                          | NI                                                          | NI                                                          | 34.6% (4,155,000)                                           | [ 110 ]                                                     |    |    |    |                   |                 |

## Sondaje de opinie

Linia de regresie locală a rezultatelor sondajului din 10 noiembrie 2019 până în prezent, fiecare linie corespunzând unui partid politic.

### Sondajele din iulie
| Firmă de sondare                      | Dată              | PSOE         | PP           | Vox        |         | CS     |       |       |            | Avans |  |  |
| ------------------------------------- | ----------------- | ------------ | ------------ | ---------- | ------- | ------ | ----- | ----- | ---------- | ----- |  |  |
| Firmă de sondare                      | Dată              |              |              |            |         |        |       |       |            |       |  |  |
| Alegerile generale din 2023           | 23 iulie 2023     | 31.7 121     | 33.1 137     | 12.4 33    | –       | –      | [ l ] | [ l ] | 12.3 31    | 1.4   |  |  |
|                                       |                   |              |              |            |         |        |       |       |            |       |  |  |
| El Periódico                          | 21 iulie 2023     | 29.4 106     | 34.9 137     | 13.4 37    | –       | –      | [ l ] | [ l ] | 13.2 35    | 5.5   |  |  |
| El País                               | 18 iulie 2023     | 28.3 108     | 34.1 142     | 12.8 35    | –       | –      | [ l ] | [ l ] | 13.2 34    | 5.8   |  |  |
| Electocracia                          | 17 iulie 2023     | 28.2 107/109 | 34.7 143/145 | 13.0 34/36 | –       | –      | [ l ] | [ l ] | 12.6 30/32 | 6.5   |  |  |
| Electográfica                         | 17 iulie 2023     | 28.1 105     | 34.4 140     | 12.7 35    | –       | –      | [ l ] | [ l ] | 13.2 37    | 6.3   |  |  |
| El Electoral                          | 17 iulie 2023     | 28.5 106     | 34.0 138     | 12.9 37    | –       | –      | [ l ] | [ l ] | 13.1 37    | 5.5   |  |  |
| El Plural                             | 17 iulie 2023     | 28.2 109     | 33.9 142     | 13.1 33    | –       | –      | [ l ] | [ l ] | 12.9 34    | 5.7   |  |  |
| Europe Elects                         | 17 iulie 2023     | 28.5         | 34.5         | 12.9       | –       | –      | [ l ] | [ l ] | 13.1       | 6.0   |  |  |
| Politico                              | 17 iulie 2023     | 28.0         | 34.0         | 13.0       | –       | –      | [ l ] | [ l ] | 13.0       | 6.0   |  |  |
| PolitPro                              | 17 iulie 2023     | 27.9         | 33.7         | 13.4       | –       | –      | [ l ] | [ l ] | 13.3       | 5.8   |  |  |
| Porcentual                            | 17 iulie 2023     | 28.4 109     | 34.0 142     | 12.7 34    | –       | –      | [ l ] | [ l ] | 13.3 33    | 5.6   |  |  |
| Electomanía                           | 16 iulie 2023     | 28.5         | 34.6         | 12.8       | –       | –      | [ l ] | [ l ] | 12.9       | 5.5   |  |  |
| PolitPro                              | 9 iulie 2023      | 27.3         | 33.0         | 13.9       | –       | –      | [ l ] | [ l ] | 13.5       | 5.7   |  |  |
| El Electoral                          | 9 iulie 2023      | 28.3 106     | 33.2 137     | 13.6 38    | –       | –      | [ l ] | [ l ] | 13.0 37    | 4.9   |  |  |
| Porcentual                            | 8 iulie 2023      | 27.5 106     | 33.1 138     | 13.8 38    | –       | –      | [ l ] | [ l ] | 13.5 33    | 5.6   |  |  |
| El Periódico                          | 8 iulie 2023      | 29.2 105     | 34.0 135     | 13.1 36    | –       | –      | [ l ] | [ l ] | 13.4 35    | 4.8   |  |  |
| El Plural                             | 8 iulie 2023      | 27.7         | 32.2         | 13.6       | –       | –      | [ l ] | [ l ] | 13.4       | 4.5   |  |  |
| El País                               | 7 iulie 2023      | 27.7 102/106 | 33.8 138/143 | 13.7 36/37 | –       | –      | [ l ] | [ l ] | 13.1 36/37 | 6.1   |  |  |
| Electográfica                         | 7 iulie 2023      | 27.8 104     | 33.2 137     | 13.6 37    | –       | –      | [ l ] | [ l ] | 13.2 38    | 5.4   |  |  |
| Politico                              | 6 iulie 2023      | 28.0         | 35.0         | 13.0       | –       | –      | [ l ] | [ l ] | 13.0       | 7.0   |  |  |
| Electocracia                          | 6 iulie 2023      | 28.4 108/110 | 34.6 143/145 | 13.0 34/36 | –       | –      | [ l ] | [ l ] | 12.7 30/32 | 6.9   |  |  |
| Europe Elects                         | 4 iulie 2023      | 27.7         | 34.7         | 13.2       | –       | –      | [ l ] | [ l ] | 12.7       | 7.0   |  |  |
|                                       |                   |              |              |            |         |        |       |       |            |       |  |  |
| Alegerile generale din noiembrie 2019 | 10 noiembrie 2019 | 28.0 120     | 20.8 89      | 15.1 52    | 12.9 35 | 6.8 10 | 2.4 3 | [ m ] | –          | 7.2   |  |  |
|                                       |                   |              |              |            |         |        |       |       |            |       |  |  |

## Prezența la vot
Tabelul de mai jos arată prezența la vot înregistrată în ziua alegerilor fără a include alegătorii de la Recensământul Rezidenților Absenți (CERA).
| Regiune                | Ora    | Ora    | Ora   | Ora    | Ora    | Ora    | Ora    | Ora    | Ora   |
| Regiune                | 14:00  | 14:00  | 14:00 | 18:00  | 18:00  | 18:00  | 20:00  | 20:00  | 20:00 |
| Regiune                | 2019   | 2023   | +/–   | 2019   | 2023   | +/–    | 2019   | 2023   | +/–   |
| ---------------------- | ------ | ------ | ----- | ------ | ------ | ------ | ------ | ------ | ----- |
| Andaluzia              | 35.80% | 42.05% | +6.25 | 54.85% | 53.18% | –1.67  | 68.25% | 68.99% | +0.74 |
| Aragon                 | 41.18% | 42.07% | +0.89 | 57.91% | 52.56% | –5.35  | 71.50% | 73.02% | +1.52 |
| Asturias               | 34.42% | 39.04% | +4.62 | 53.50% | 54.11% | +0.61  | 65.48% | 71.13% | +5.65 |
| Insulele Baleare       | 30.95% | 37.27% | +6.32 | 47.40% | 48.58% | +1.18  | 58.71% | 63.60% | +4.89 |
| Țara Bascilor          | 40.18% | 37.20% | –2.98 | 57.60% | 52.43% | –5.17  | 68.91% | 67.61% | –1.30 |
| Insulele Canare        | 27.08% | 28.90% | +1.82 | 44.36% | 45.39% | +1.03  | 60.46% | 63.59% | +3.13 |
| Cantabria              | 39.12% | 42.99% | +3.87 | 59.28% | 60.44% | +1.16  | 70.83% | 75.35% | +4.52 |
| Castila și León        | 37.29% | 41.37% | +4.08 | 56.70% | 54.84% | –1.86  | 71.37% | 74.42% | +3.05 |
| Castilla–La Mancha     | 38.07% | 44.70% | +6.63 | 57.44% | 56.28% | –1.16  | 71.36% | 74.42% | +3.06 |
| Catalonia              | 40.58% | 36.79% | –3.79 | 59.88% | 48.72% | –11.16 | 72.17% | 65.42% | –6.75 |
| Extremadura            | 37.17% | 45.16% | +7.99 | 54.41% | 55.81% | +1.40  | 69.12% | 73.70% | +4.58 |
| Galicia                | 31.96% | 39.01% | +7.05 | 53.26% | 55.96% | +2.70  | 66.62% | 73.14% | +6.52 |
| La Rioja               | 40.42% | 45.75% | +5.33 | 57.45% | 57.12% | –0.33  | 71.27% | 74.88% | +3.61 |
| Madrid                 | 40.98% | 40.82% | –0.16 | 61.50% | 53.69% | –7.81  | 74.54% | 74.14% | –0.40 |
| Murcia                 | 39.01% | 44.24% | +5.23 | 57.89% | 55.08% | –2.81  | 69.99% | 70.78% | +0.79 |
| Navarra                | 39.38% | 41.27% | +1.89 | 56.46% | 51.76% | –4.70  | 69.21% | 69.74% | +0.53 |
| Comunitatea Valenciană | 42.51% | 46.24% | +3.73 | 59.97% | 57.93% | –2.04  | 71.74% | 73.59% | +1.85 |
| Ceuta                  | 27.27% | 27.44% | +0.17 | 43.77% | 39.30% | –4.47  | 56.16% | 55.64% | –0.52 |
| Melilla                | 24.61% | 23.29% | –1.32 | 38.98% | 31.93% | –7.05  | 57.12% | 49.80% | –7.32 |
| Total                  | 37.92% | 40.48% | +2.56 | 56.85% | 53.13% | –3.72  | 69.87% | 70.40% | +4.17 |
|                        |        |        |       |        |        |        |        |        |       |
| Surse:                 |        |        |       |        |        |        |        |        |       |

## Rezultate

### Congresul Deputaților
| \| Vot popular \| Vot popular \| Vot popular \| Vot popular \| Vot popular \| \| ----------- \| ----------- \| ----------- \| ----------- \| ----------- \| \| \| \| \| \| \| \| PP \| PP \| \| 33.05% \| 33.05% \| \| PSOE \| PSOE \| \| 31.70% \| 31.70% \| \| Vox \| Vox \| \| 12.39% \| 12.39% \| \| Sumar \| Sumar \| \| 12.31% \| 12.31% \| \| ERC \| ERC \| \| 1.89% \| 1.89% \| \| Junts \| Junts \| \| 1.60% \| 1.60% \| \| EH Bildu \| EH Bildu \| \| 1.36% \| 1.36% \| \| EAJ/PNV \| EAJ/PNV \| \| 1.13% \| 1.13% \| \| BNG \| BNG \| \| 0.62% \| 0.62% \| \| CCa \| CCa \| \| 0.47% \| 0.47% \| \| UPN \| UPN \| \| 0.21% \| 0.21% \| \| Alții \| Alții \| \| 2.60% \| 2.60% \| \| Voturi albe \| Voturi albe \| \| 0.89% \| 0.89% \| |             |  |        |        |
| Vot popular |             |  |        |        |
| |             |  |        |        |
| PP | PP          |  | 33.05% | 33.05% |
| PSOE | PSOE        |  | 31.70% | 31.70% |
| Vox | Vox         |  | 12.39% | 12.39% |
| Sumar | Sumar       |  | 12.31% | 12.31% |
| ERC | ERC         |  | 1.89%  | 1.89%  |
| Junts | Junts       |  | 1.60%  | 1.60%  |
| EH Bildu | EH Bildu    |  | 1.36%  | 1.36%  |
| EAJ/PNV | EAJ/PNV     |  | 1.13%  | 1.13%  |
| BNG | BNG         |  | 0.62%  | 0.62%  |
| CCa | CCa         |  | 0.47%  | 0.47%  |
| UPN | UPN         |  | 0.21%  | 0.21%  |
| Alții | Alții       |  | 2.60%  | 2.60%  |
| Voturi albe | Voturi albe |  | 0.89%  | 0.89%  |

| \| Locuri \| Locuri \| Locuri \| Locuri \| Locuri \| \| -------- \| -------- \| ------ \| ------ \| ------ \| \| \| \| \| \| \| \| PP \| PP \| \| 39.14% \| 39.14% \| \| PSOE \| PSOE \| \| 34.57% \| 34.57% \| \| Vox \| Vox \| \| 9.43% \| 9.43% \| \| Sumar \| Sumar \| \| 8.86% \| 8.86% \| \| ERC \| ERC \| \| 2.00% \| 2.00% \| \| Junts \| Junts \| \| 2.00% \| 2.00% \| \| EH Bildu \| EH Bildu \| \| 1.71% \| 1.71% \| \| EAJ/PNV \| EAJ/PNV \| \| 1.43% \| 1.43% \| \| BNG \| BNG \| \| 0.29% \| 0.29% \| \| CCa \| CCa \| \| 0.29% \| 0.29% \| \| UPN \| UPN \| \| 0.29% \| 0.29% \| |          |  |        |        |
| Locuri |          |  |        |        |
| |          |  |        |        |
| PP | PP       |  | 39.14% | 39.14% |
| PSOE | PSOE     |  | 34.57% | 34.57% |
| Vox | Vox      |  | 9.43%  | 9.43%  |
| Sumar | Sumar    |  | 8.86%  | 8.86%  |
| ERC | ERC      |  | 2.00%  | 2.00%  |
| Junts | Junts    |  | 2.00%  | 2.00%  |
| EH Bildu | EH Bildu |  | 1.71%  | 1.71%  |
| EAJ/PNV | EAJ/PNV  |  | 1.43%  | 1.43%  |
| BNG | BNG      |  | 0.29%  | 0.29%  |
| CCa | CCa      |  | 0.29%  | 0.29%  |
| UPN | UPN      |  | 0.29%  | 0.29%  |

### Senat
| \| Popular vote \| Popular vote \| Popular vote \| Popular vote \| Popular vote \| \| ------------ \| ------------ \| ------------ \| ------------ \| ------------ \| \| \| \| \| \| \| \| PP \| PP \| \| 33.15% \| 33.15% \| \| PSOE \| PSOE \| \| 31.00% \| 31.00% \| \| Sumar \| Sumar \| \| 10.58% \| 10.58% \| \| Vox \| Vox \| \| 10.20% \| 10.20% \| \| IPLI \| IPLI \| \| 4.02% \| 4.02% \| \| Junts \| Junts \| \| 1.76% \| 1.76% \| \| EAJ/PNV \| EAJ/PNV \| \| 1.22% \| 1.22% \| \| UPN \| UPN \| \| 0.26% \| 0.26% \| \| EFS \| EFS \| \| 0.04% \| 0.04% \| \| ASG \| ASG \| \| 0.01% \| 0.01% \| \| AHI \| AHI \| \| 0.00% \| 0.00% \| \| Alții \| Alții \| \| 3.19% \| 3.19% \| \| Voturi albe \| Voturi albe \| \| 1.60% \| 1.60% \| |             |  |        |        |
| Popular vote |             |  |        |        |
| |             |  |        |        |
| PP | PP          |  | 33.15% | 33.15% |
| PSOE | PSOE        |  | 31.00% | 31.00% |
| Sumar | Sumar       |  | 10.58% | 10.58% |
| Vox | Vox         |  | 10.20% | 10.20% |
| IPLI | IPLI        |  | 4.02%  | 4.02%  |
| Junts | Junts       |  | 1.76%  | 1.76%  |
| EAJ/PNV | EAJ/PNV     |  | 1.22%  | 1.22%  |
| UPN | UPN         |  | 0.26%  | 0.26%  |
| EFS | EFS         |  | 0.04%  | 0.04%  |
| ASG | ASG         |  | 0.01%  | 0.01%  |
| AHI | AHI         |  | 0.00%  | 0.00%  |
| Alții | Alții       |  | 3.19%  | 3.19%  |
| Voturi albe | Voturi albe |  | 1.60%  | 1.60%  |

| \| Seats \| Seats \| Seats \| Seats \| Seats \| \| ------- \| ------- \| ----- \| ------ \| ------ \| \| \| \| \| \| \| \| PP \| PP \| \| 57.69% \| 57.69% \| \| PSOE \| PSOE \| \| 34.62% \| 34.62% \| \| IPLI \| IPLI \| \| 3.37% \| 3.37% \| \| EAJ/PNV \| EAJ/PNV \| \| 1.92% \| 1.92% \| \| Junts \| Junts \| \| 0.48% \| 0.48% \| \| UPN \| UPN \| \| 0.48% \| 0.48% \| \| ASG \| ASG \| \| 0.48% \| 0.48% \| \| EFS \| EFS \| \| 0.48% \| 0.48% \| \| AHI \| AHI \| \| 0.48% \| 0.48% \| |         |  |        |        |
| Seats |         |  |        |        |
| |         |  |        |        |
| PP | PP      |  | 57.69% | 57.69% |
| PSOE | PSOE    |  | 34.62% | 34.62% |
| IPLI | IPLI    |  | 3.37%  | 3.37%  |
| EAJ/PNV | EAJ/PNV |  | 1.92%  | 1.92%  |
| Junts | Junts   |  | 0.48%  | 0.48%  |
| UPN | UPN     |  | 0.48%  | 0.48%  |
| ASG | ASG     |  | 0.48%  | 0.48%  |
| EFS | EFS     |  | 0.48%  | 0.48%  |
| AHI | AHI     |  | 0.48%  | 0.48%  |

## Urmări
Au fost în total 37,466,432 de alegători care au avut drept de vot la alegerile generale. Rezultatele alegerilor au arătat că PP a câștigat alegerile cu 33.1 de procente din voturi și 137 de locuri în Congresul Deputaților, în timp ce PSOE a obținut 31.7 de procente din voturi și 121 de locuri în Congresul Deputaților. Vox a câștigat 33 de locuri, pierzând 19 locuri pe care le câștigase la  ultimele alegeri, în timp ce Sumar a câștigat 31 de locuri. PSOE a reușit să obțină rezultate mai bune la alegeri decât au arătat sondajele.Mișcarea pentru independența Cataloniei a pierdut 46% din voturi, materializând pierderea a 9 locuri și ieșirea din Congres a partidului anticapitalist Candidatura Unitară Populară.
În timpul perioadei de campanie, agențiile de știri au menționat că în cazul unei victorii a Partidului Popular, acesta ar apela ca să obțină o majoritate parlamentară la Vox. Feijóo a spus că ar prefera un guvern minoritar în schimb. Rezultatele alegerilor au arătat mai târziu că PP și Vox nu au suficiente locuri pentru a forma o majoritate, împreună având doar 169 de locuri în total. Both PP and PSOE claimed victory. Dacă nu este format un guvern, vor avea loc alegeri anticipate de vreme ce niciunul dintre cele două blocuri politice, cel de stânga și cel de dreapta, nu ar reuși să obțină o majoritate în Congresul Deputaților.
În urma rezultatelor alegerilor, partidul catalan Junts a fost larg văzut ca un partid kingmaker la aceste alegeri deoarece nici blocul de stânga, nici cel de dreapta nu au obținut o majoritate, ambele blocuri trebuind să apeleze la votul pentru, sau în cazul blocului de stânga, la abținerea de la vot a partidelor catalane pentru formarea guvernului, acompaniat de eventuale concesii privind independența Cataloniei. Ca și partid care susține independența Cataloniei, Junts nu susține niciunul dintre cele două mari partide naționale din Spania, PSOE și PP. Míriam Nogueras, purtătoarea de cuvânt pentru Junts în Congresul Deputaților, a declarat că: „Junts nu a luat națtere pentru stabilizarea Statului Spaniol, ci pentru o Catalonie independentă”. A spus de asemenea că votul partidului pentru învestitura lui Sánchez nu o să fie oferit pe gratis.
Pe 24 iulie, Ana Oramas, purtătoarea de cuvânt a Coaliției Canare, și a exprimat refuzul pentru a sprijinii un „guvern fantomă” al lui Feijóo, declarând că: „nu există o posibiltate ca Feijóo să fie prim-ministru”. Un refuz similar a fost declarat câteva ore mai târziu de Andoni Ortuzar, președintele Partidului Naționalist Basc.